# Oltářní křídla z Roudník
Oltářní křídla z Roudník jsou dvě dochovaná oltářní křídla pozdně gotického retáblu, který pravděpodobně vznikl v některé z dobových pražských dílen pro vesnický (utrakvistický) farní kostel sv. Václava v Roudníkách u Chabařovic v okrese Ústí nad Labem. Oltářní křídla vystavená v Husitském muzeu v Táboře mají statut národní kulturní památky.
Jedná se o dvě oboustranně malované desky vzniklé před rokem 1486. Křídla byla druhotně seříznuta a opatřena vrstvou barokního mramorování, díky čemuž přečkala rekatolizační období 17. a 18. století, neboť na vnitřní straně pravého křídla je nejstarší vyobrazení Upálení mistra Jana Husa doložitelné v českém gotickém deskovém malířství. Předpokládá se, že na střední desce, která se nedochovala, anonymní malíř zobrazil Ukřižování Krista nebo Poslední večeři Páně, eventuálně v nice umístěnou monstranci s Tělem Páně.
Objednavatel oltářního retáblu není znám. Vzhledem ke skutečnosti, že na obou křídelních deskách je dvakrát vyobrazen svatý Jakub Větší a jednou svatý Jakub Menší, předpokládá se, že objednavatelem byl Jakoubek z Vřesovic, husitský hejtman, kterému Roudníky patřily za husitských válek, nebo jeho syn Jan, který získal Roudníky v roce 1467.

## Popis
Každé ze seříznutých křídelních desek má rozměry 162 × 68 cm, po zarámování 179 × 82 cm. Vnitřní strana levého křídla zobrazuje v horní části Stětí svatého Jakuba Většího, zatímco v dolní části je vyobrazeno Upálení svatého Vavřince. Stětí svatého Jakuba přihlížejí dvě diskutující postavy, z nichž osoba v brokátu s pokrývkou hlavy v podobě mitry, je velekněz Abiathar. Postava je odkazem na preláty, kteří Husa odsoudili. V dolní části je zobrazena smrt svatého Vavřince, přičemž postava vpravo je ztotožnitelná s císařem Deciem. Na vnější straně levé desky je svatý Jakub Větší s poutnickou holí a svatý Vavřinec držící knihu a palmovou ratolest.
Druhostranné oltářní křídlo má na vnitřní straně v horní části Umučení svatého Šebestiána, v dolní polovině Upálení mistra Jana Husa. Na vnější straně je vyobrazen svatý Jakub Menší, v dolní části svatý Štěpán. Zatímco umučení svatého Šebestiána přihlíží císař Dioklecián (postava vlevo s korunou na hlavě), části Upálení dominuje postava muže s knížecí čepicí. Představuje rýnského falckraběte Ludvíka z Wittelsbachu, kterému císař Zikmund předal Husa k popravě. Na oltářních deskách je tak mistr Jan Hus přiřazen k prvomučedníkům křesťanské církve – svatému Jakubovi většímu, svatému Šebestiánovi a svatému Vavřinci. To, že na levé desce dole je vyobrazeno „upečení“ svatého Vavřince, zatímco na pravém křídle tomu odpovídá Upálení mistra Jana Husa, není náhodné. Jedná se o paralelu mezi oběma způsoby umučení těchto světců.

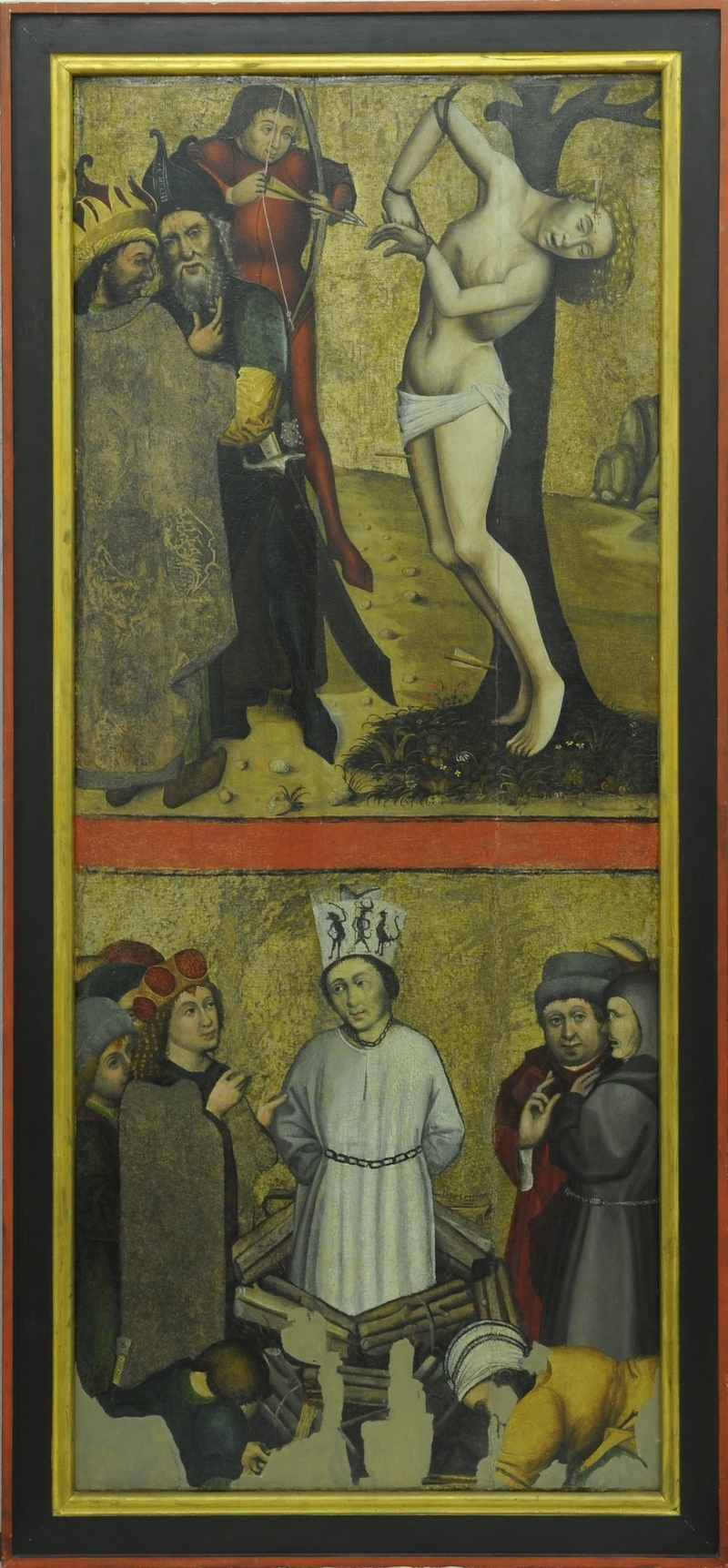
Pravé křídlo deskového oltáře z Roudníků (vnitřní strana)

## Datace desek
Desková křídla oltářního retáblu nejsou datována ani signována. Na dobu jejich vzniku lze usuzovat buď zařazením rukopisu malíře do dobového kontextu nebo z životopisných dat možného objednavatele oltáře. Jaroslav Pešina uvádí, že autor desek byl ve styku s Mistrem svatojiřského oltáře, jehož tvorba se na počátku druhé poloviny 15. století nově přihlásila k české pozdně gotické deskové malbě. Milena Bartlová malíře považuje za příslušníka pražského dílenského prostředí se znalostí norimberských předloh (Hans Pleydenwurff) a bruselských vzorů (Dirck Bouts). Jan Royt uvádí, že Malíř desek z Roudníků byl obeznámen s malbou vratislavského Mistra oltáře svaté Barbory, který mohl být prostředníkem zmíněných západoevropských vlivů. Tyto konotace dovolují datovat vznik retáblu do sedmdesátých až osmdesátých let 15. století. V případě, že objednavatelem oltáře byl husitský hejtman Jakoubek z Vřesovic, který zemřel v roce 1467, datace vzniku retáblu může být posunuta do šedesátých let 15. století. Přitom kostel svatého Václava v Roudníkách, pro který byl oltář určen, je zmiňován jako farní již v roce 1352 a goticky byl přestavěn v roce 1486, ještě za života Jakoubkova syna Jana z Vřesovic, který zemřel v roce 1488.

## Osudy desek
Od roku 1607 byla desky z křídel využity jako dveře, uzavírající vstup do prostoru za oltářem, zatímco střední deska byla prodána ke spálení. Pravděpodobně při změně účelu desek došlo k jejich ořezu, především ve svislém směru. V roce 1966, při restaurování mobiliáře kostela v Roudníkách, studenti AVU objevili zmíněné dveřní desky, které pod barokní přemalbou skrývaly kvalitní středověkou malbu předběžně datovanou do sedmdesátých let 15. století. Původní restaurování malovaných desek provedli Bohuslav a Ludmila Slánských v roce 1975. Poslední konzervační a restaurátorské práce na obou deskách provedli akademičtí malíři Naděžda Mašková a Miroslav Křížek v letech 2013–2014. Oltářní křídla byla vykoupena od insolvenčního správce majetku farnosti Trmice v litoměřické diecézi za částku dvanáct milionů korun uhrazenou z prostředků Ministerstva kultury České republiky a patří k nejvýznamnějším uměleckým artefaktům Husitského muzea v Táboře.

## Umělecko-historický význam desek
Nález oltářních křídel z Roudníků se stal jedním z nemnoha dokladů vývoje utrakvistické malby v Čechách po období stagnace témat i malířské techniky v době poděbradské. Byl to odklon v Praze působícího Mistra svatojiřského oltáře od konzervativního domácího prostředí a jeho ovlivnění norimberskou malbou z poloviny 15. století, který zapůsobil na anonymního Mistra oltářních desek z Roudníků pocházejícího pravděpodobně rovněž z pražského dílenského prostředí.
Význam oltářních křídel z Roudníků spočívá v jejich ikonografii. Vyobrazení mistra Jana Husa jako svatého mučedníka je zachycením jeho nejstarší podoby, jak ji známe z několika dochovaných fragmentů deskových oltářů z doby kolem poloviny 15. století. Monumentální malba představuje mistra Jana Husa jako člověka menší postavy s kulatou tváří, bezvousého, oblečeného do bílé liturgické košile. Jeho vyobrazení s dalšími církevními světci ho přiřazuje k prvomučedníkům zakládajícím legitimitu rané církve. Potřeba utrakvistů prezentovat vlastního světce na úrovni tradičních světců byla jedním z důvodů jejich nevyhroceného vztahu k obrazům s náboženskou tematikou. Naopak utrakvistická malba sloužila jako prostředek s šíření reformních myšlenek, k uctívání nových mučedníků, ale měla i didaktickou funkci pro laiky neznalé písma.

## Výstavy
Oltářní křídla z Roudníků byla vystavena v Tereziánském křídle Starého královského paláce na Pražském hradě v rámci výstavy Mistr Jan Hus 14152015 (30. června – 25. září 2005). Znovu byly obě desky vystaveny v Císařské konírně na Pražském hradě v době výstavy Umění české reformace, která se konala od 16. prosince 2009 do 4. dubna 2010. Jako novou akvizici vystavovalo oltářní křídla Husitské muzeum v Táboře v únoru 2009, které je dostalo do odborné péče koncem roku 2012. Obě oltářní desky obohatily výstavu Praha Husova a husitská 1415–2015, která se konala v Clam-Gallasově paláci v Praze od 25. září 2015 do 24. ledna 2016.